# リーナ・ニューストロン
ルネ・ニューストロン（Lene Nystrøm, 1973年10月2日）は、ノルウェー国籍の歌手。デンマークとノルウェーのユーロポップバンドアクアのメインボーカル。

## 来歴

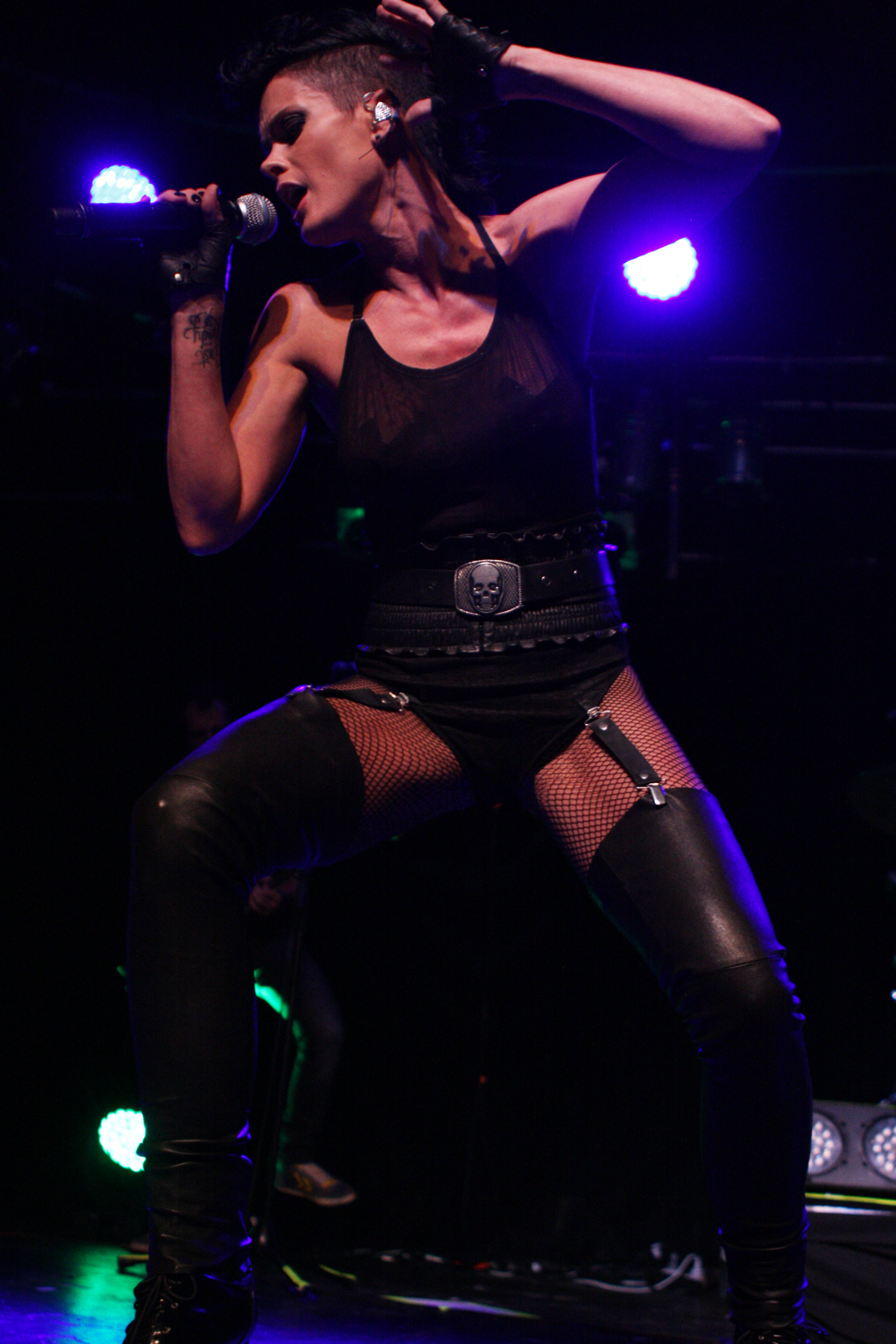
2012年

ノルウェーのTønsbergで生まれる。10代の頃、演奏に興味を持つようになり、モデル活動を始め、バーテンダーとしても働いていた。
1990年から1993年まで、TVNorgeで放映されたノルウェーのゲーム番組Casinoに出演した。
1994年、ノルウェークルーズのMS Peter Wesselで歌手として働いていていた所、デンマークのミュージシャンのレネー・ディフと出会う。彼は彼女を音楽グループJoyspeedのリードシンガーとしてスカウトし、後にアクアと改名した。 アクアのメンバーは、彼女の他にレネー・ディフ、ソレン・ラステッド、クラウス・ノリーンで構成されていた。2001年にバンドは解散した。
アクアの解散後、ソロとして活動を続け、 2003年にファーストアルバム『Play with Me』をリリース。アクアのバブルガムサウンドからよりR＆Bの影響を受けたスタイルへと変化した。

## 私生活
1994年に彼女をバンドにスカウトしたバンドメンバーのレネー・ディフと3年間交際していた。 2001年8月25日、バンドメンバーであるソレン・ラステッドと結婚し、式典はラスベガスで行った。2004年に夫婦はロンドンからデンマークに引っ越した。二人の間には娘のインディア、息子のビリーが生まれたが、夫婦は16年間の結婚生活の後、2017年4月27日に離婚した。

## 作品

### アルバム
| 発売年 | タイトル                                                                          | 最高位     | 最高位     | 認定 |
| 発売年 | タイトル                                                                          | デンマーク | ノルウェー | 認定 |
| ------ | --------------------------------------------------------------------------------- | ---------- | ---------- | ---- |
| 2003   | Play with Me - リリース: 21 September 2003 - レーベル: Polydor - フォーマット: CD | 30位       | 74位       |      |

## 出演作品
- 私立探偵ヴァルグシリーズ（カリン）